# Mike Minor (baseball)
Pour les articles homonymes, voir Mike Minor.
Michael David Minor (né le 26 décembre 1987 à Chapel Hill, Tennessee, États-Unis) est un lanceur gaucher des Royals de Kansas City de la Ligue majeure de baseball.

## Carrière

### Braves d'Atlanta
Après des études secondaires à la Forrest High School de Lewisburg (Tennessee), Mike Minor est repêché le 6 juin 2006 par les Devil Rays de Tampa Bay au treizième tour de sélection. Il repousse l'offre et suit des études supérieures à l'Université Vanderbilt où il porte les couleurs des Vanderbilt Commodores de 2007 à 2009.  
Mike Minor rejoint les rangs professionnels à l'issue de la draft du 9 juin 2009 au cours de laquelle il est sélectionné par les Braves d'Atlanta au premier tour (7e choix). Il perçoit un bonus de 2,42 millions dollars à la signature de son premier contrat professionnel le 6 août 2009. 
Il passe une saison en Ligues mineures avant d'effectuer ses débuts en Ligue majeure le 9 août 2010 pour Atlanta, amorçant une rencontre face aux Astros de Houston. À son second départ, le 17 août contre les Nationals de Washington, il est crédité de sa première victoire dans les grandes ligues.
Le 22 août contre les Cubs au Wrigley Field de Chicago, Minor retire 12 frappeurs adverses sur des prises en six manches au monticule. Dans cette victoire des Braves, qui est portée à sa fiche, Minor établit un nouveau record de franchise pour le plus grand nombre de retraits sur des prises dans un seul match par un lanceur recrue. Il éclipse la marque de 11 établie l'année précédente par Tommy Hanson. Minor effectue huit départs et une présence comme releveur en 2010. Sa fiche victoires-défaites est de 3-2. En 40 manches et deux tiers lancées, sa moyenne de points mérités (5,98) est élevée mais il réussit 43 retraits sur des prises.
En 2011, il effectue 15 départs pour Atlanta entrecoupés de séjours en ligues mineures, et il remporte 5 victoires contre 3 défaites tout en maintenant sa moyenne de points mérités à 4,14.
De 2010 à 2014, Minor lance 111 matchs des Braves, dont 110 comme lanceur partant. Sa moyenne de points mérités se chiffre à 4,10 en 652 manches et deux tiers lancées au total. Il compte 38 victoires contre 36 défaites.
Sa meilleure campagne à Atlanta est celle de 2013 : en 204 manches et deux tiers lancées, il maintient une très bonne moyenne de points mérités de 3,21. En 32 départs, il remporte cette année-là 13 victoires contre 9 défaites et enregistre un record personnel de 181 retraits sur des prises. En 2014 cependant, il lance en dépit de douleurs à l'épaule gauche et ses performances s'en ressentent : il passe du temps sur la liste des blessés et remet au terme de la saison une moyenne de 4,77 points mérités par partie en 145 manches et un tiers de travail, avec 6 victoires et 12 défaites.
Au début 2015, Minor est le premier joueur à aller en arbitrage salarial contre les Braves depuis John Rocker en 2001 : il gagne sa cause et reçoit 5,6 millions de dollars alors que le club lui offrait 5,1 millions.
Au camp d'entraînement 2015, Minor éprouve des douleurs à l'épaule gauche et est placé sur la liste des joueurs blessés. À la mi-mai, les médecins concluent que la meilleure chose à faire est d'opérer son épaule, ce qui le met à l'écart du jeu jusqu'en 2016. Ceci met fin à la carrière de Minor chez les Braves puisque l'équipe, qui ne l'a pas vu au monticule depuis 2014, lui accorde son autonomie au début décembre 2015.

### Royals de Kansas City
Le 19 février 2016, Mike Minor signe un contrat de 7,25 millions de dollars pour deux saisons avec les Royals de Kansas City.

## Statistiques
| Saison | Équipe  | G | GS | CG | SHO | V | D | SV | IP   | SO | ERA  |
| ------ | ------- | - | -- | -- | --- | - | - | -- | ---- | -- | ---- |
| 2010   | Atlanta | 9 | 8  | 0  | 0   | 3 | 2 | 0  | 40.2 | 43 | 5,98 |
| Totaux | Totaux  | 9 | 8  | 0  | 0   | 3 | 2 | 0  | 40.2 | 43 | 5,98 |

Note : G = Matches joués ; GS = Matches comme lanceur partant ; CG = Matches complets ; SHO = Blanchissages ; 
V = Victoires ; D = Défaites ; SV = Sauvetages ; IP = Manches lancées ; SO = Retraits sur des prises ; ERA = Moyenne de points mérités.